# ایست هریت (مینیاپولیس)
ایست هریت (به انگلیسی: East Harriet) یک منطقهٔ مسکونی در ایالات متحده آمریکا است که در مینیاپولیس واقع شده‌است. ایست هریت ۳٬۶۰۴ نفر جمعیت دارد.